# شروين
شروين بلدية من بلديات ولاية أدرار، جنوب وسط الجزائر. وفقا لتعداد عام 2008، بلغ عدد سكانها 11,347 نسمة، بينما كان 8,678 في عام 1998، بمعدل نمو سنوي قدره 1.8٪.

## جغرافيا

### التضاريس
تعتبر المنطقة أعلى منطقة على تراب الولاية لاحتوائها على جزء من جبال سلسلة الغرب الجنوبي وواد الساورة، تشكل نسبة 43℅ من مساحتها كثبان رملية يفوق علوها 500 متر وغير قابلة للتزحزح مع ترامي واحات نخيل هنا وهناك.

### الموقع
تقع بلدية شروين أقصى شمال غرب الولاية، بحيث يجعلها مركز استراتيجي لتقاطع الطريق الوطني رقم6 والطريق الوطني رقم51
في مجالها الجغرافي.

## اللغة المحلية
اللغة المتداولة في البلدية ذات العرق الأمازيغي المغربي هي الزناتية وهي اللغة الأصلية للمنطقة يتعامل بها ما يقارب 70℅ من سكان البلدية
مع تداخل في الكلمات بين الدارجة الجزائرية والفرنسية نتيجة الاستعمار الفرنسي الذي وضع قاعدة في تراب البلدية لدراسات وخطط عسكرية
سميت بالبيرو (Bureau) والتي تعني المكتب وهي الكلمة التي يشار لها الآن للمنطقة الحضارية النشاطية في البلدية.

## النشاطات
تتمتع هذه المنطقة بجملة من الأعمال الفنية الثقافية مثل: النسج التقليدي الصوفي وصناعة الاثاث المنزلي باستعمال ورق النخيل الجاف
كما تعرف أيضا باحتضانها لكبار الفن الثقافي أهليل من بينهم (الحاج بليزان) و(المنصور) كما يعرف في المنطقة.
ازدهرت سلفا كمنطقة إنتاج أجود أنواع التمور
والحبوب الجافة والصناعة الجلدية والسعف دبغ الحلفة والتربية الحيوانية لتتراجع بعد ذلك لنقص الإمكانيات كون المنطقة معزولة.

## النشاطات الدينية
تتبع المنطقة منهج الامام مالك على غرار باقي بلديات الولاية، من أشهر وأكبر ائمتها الإمام الشيخ بن همي
الملقب بـ مولاي الشيخ بن همي، درّس العديد من الطلبة والمشايخ الذين يعودون بالمنفعة الدينية والفقهية للمنطقة الآن.
باحتواها على أقدم مسجد في المنطقة مسجد عثمان بن عفان الذي تم ترميمه في الفترة الاستعمارية يجعلها القبلة لتلاوة القرأن والحديث والذكر والإيعاظ.